# Pfahlbausiedlung Arbon-Bleiche 3
Die Pfahlbausiedlung Arbon-Bleiche 3 ist eine prähistorische Fundstelle auf dem Bleicheareal in Arbon (TG) nahe dem Bodensee in der Schweiz. Sie datiert in die Übergangsphase zwischen Pfyner und Horgener Kultur. Zwischen 1993 und 1995 wurde eine Fläche von 1050 m² vom Amt für Archäologie Thurgau während einer Rettungsgrabung archäologisch untersucht und anschliessend von internationalen Spezialisten interdisziplinär ausgewertet. Die Befunde sind heute von einem Parkplatz überdeckt. 2011 wurde die Siedlung als Teil der prähistorischen Pfahlbauten im Alpenraum ins UNESCO-Kulturerbe aufgenommen.
Südwestlich des neolithischen Siedlungsgelände liegt die Seeufersiedlung Arbon-Bleiche 2, die namensgebend für die bronzezeitliche Arbon-Kultur ist.

## Geographische Lage

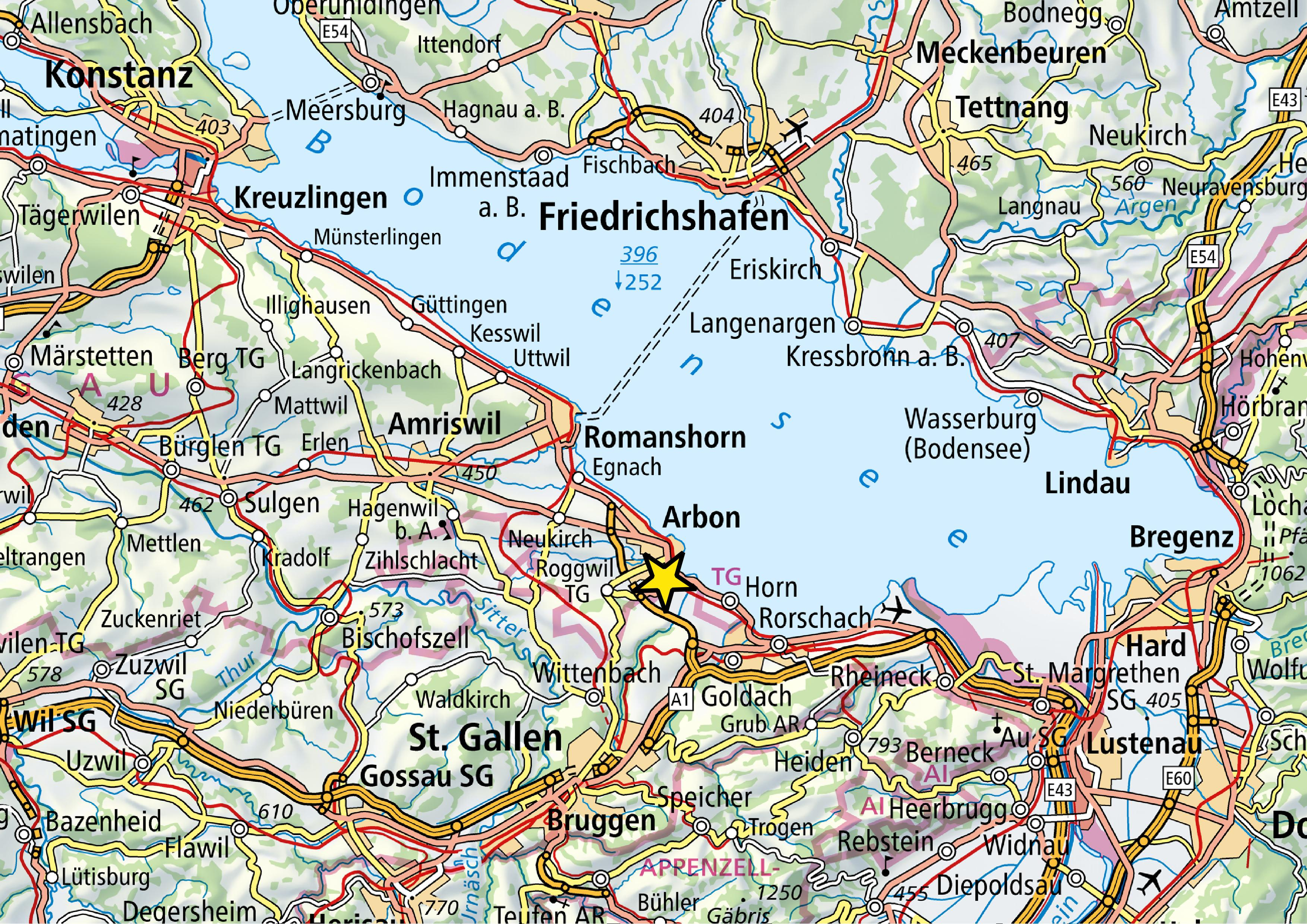
Der Bodensee mit der Lage von Arbon-Bleiche 3 (gelber Stern)

Das Bleicheareal liegt auf ca. 400 m ü. M., heute rund 800 m vom Ufer des Bodensees entfernt. Der See bildet an dieser Stelle eine Bucht, die sich in früherer Zeit wohl weiter ins Inland erstreckte. Das Gebiet ist von einer Vielzahl von Bächen und seit 1944 auch Drainageleitungen geprägt, die das Landschaftsbild nachhaltig beeinflusst haben. Die Hügelzüge im Hinterland bestehen aus tertiären Molassesedimenten.
Auf dem Bleicheareal wurden seit 1885 immer wieder archäologische Funde gemacht infolge von Baumassnahmen, welche zu den Fundstellen Arbon-Bleiche 1–7 führten.

## Befunde
Das Dorf von Arbon-Bleiche 3 wurde 3384 v. Chr. auf eine sandige Strandplatte gebaut und 3370 v. Chr. nach einem Brand wieder verlassen. In der Zwischenzeit bildete sich eine Kulturschicht, die seewärts immer wieder erodiert wurde, was auf eine periodische Überflutung hindeutet. Anschliessend verdeckte ein markanter Anstieg des Sees die Kulturschicht in geologisch relativ kurzer Zeit.

### Schichterhaltung
Die gute Erhaltung der einzigen Kulturschicht lässt darauf schliessen, dass schon bei der Entstehung ein feuchtes Milieu bestanden haben muss. Die Drainageleitung, die 1944 gelegt wurde, um den Boden zu entwässern, hatte allerdings bereits zu einer Degradation der Kulturschicht und zur Oxidierung der Keramik oberhalb der Leitung geführt. Da die Höhe der Kulturschicht in Landrichtung zunimmt, ist sie in dieser Richtung stärker degradiert. Die Funddichte von biologischen Resten ist dadurch stark abhängig vom Standort und kann nur bedingt herbeigezogen werden, um «reichere» und «ärmere» Gebäude zu bestimmen.

### Bauweise

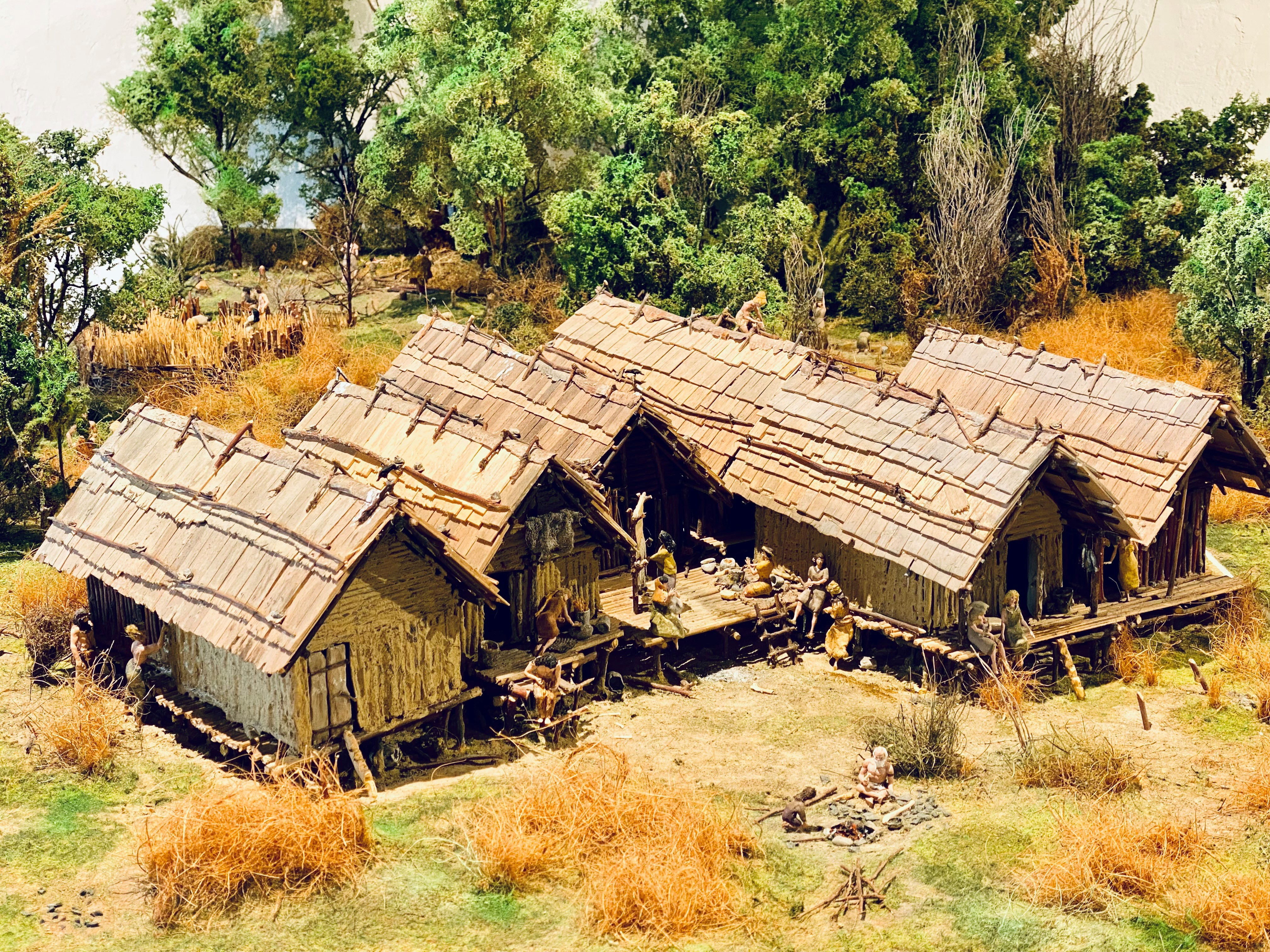
Rekonstruktion der Gebäude in abgehobener Bauweise

Nur ein Ausschnitt der Siedlung wurde ergraben. Es wurden anhand von Hüttenlehmpackungen, den Pfahlverteilungen und anschliessend den Dendrodaten 27 komplett ergrabene Gebäudegrundrisse rekonstruiert. Anhand der dendrochronologischen Daten konnte eine jahrgenaue Siedlungsgeschichte rekonstruiert werden.
Auffallend viele Gebäude weisen an den Hauswänden Doppelstellungen von je einem Weisstannen- und einem Eschenpfahl auf. Die Eschen wurden wuchsorientiert in den Boden gerammt, wohl um die Astgabeln als konstruktives Element zu nutzen. Die Weisstannen wurden hingegen umgekehrt orientiert verwendet, wohl weil der untere Bereich des Stamms dicker und stabiler ist. Die Dächer waren wohl mit Holzschindeln bedeckt.
In der Forschung herrschte während des sogenannten Pfahlbaustreits Uneinigkeit, ob Feuchtbodensiedlungen als auf Pfählen abgehobene Gebäude oder als ebenerdige Häuser rekonstruiert werden müssen. Für Arbon-Bleiche 3 wird eine abgehobene Bauweise rekonstruiert. Das Baugelände war zur Zeit der Siedlung relativ steil und erwiesenermassen feucht. Für eine ebenerdige Bauweise hätte das Gebäude vom Boden isoliert und das Gelände abgeebnet/aufgeschüttet werden müssen. Es gibt allerdings keine Hinweise auf derartige Massnahmen oder gar Wände. In der Kulturschicht fanden sich Koprolithen und Speisereste verteilt innerhalb und ausserhalb der Gebäudegrundrisse.

## Funde
Bei der Auswertung wurden 8160 Steinartefakte untersucht. Davon gab es sowohl die fertigen Steinbeile als auch 1495 Halbfabrikate und Abfallstücke. Es ist die gesamte chaîne opératoire der Steinbeilproduktion in der Siedlung vertreten.
Insgesamt wurde über eine Tonne Gefässkeramik geborgen, die von der Bearbeiterin grob in zwei Gruppen aufgeteilt wurde: Töpfe, die als relativ einheitliche Gruppe einen Grossteil der Keramik ausmachen, und alle andere Keramik. Viele dieser Sonderformen haben Parallelen zur Boleráz-Stufe der Badener Kultur oder der Altheimer Gruppe, die im westlichen Karpatenbecken oder auf dem Gebiet des heutigen Bayern zu finden sind. In diese Gruppe müssen auch die Spinnwirtel aus Keramik eingereiht werden, die nicht in der lokalen Pfyner Kultur vorkommen, aber charakteristisch sind für die frühe Badener Kultur (Boleraz).
Die Töpfe lassen sich aus der Pfyner Keramiktradition ableiten, weisen aber auch Merkmale der Keramik der ostschweizerischen Horgener Gruppe auf. Zum Zeitpunkt der Publikation im Jahr 2002 war Arbon-Bleiche 3 die einzige bekannte Pfahlbausiedlung zwischen den beiden neolithischen Gruppen.
Insgesamt wurden 2782 Artefakte aus Knochen, Zahn oder Geweih geborgen.

### Naturwissenschaftliche Analysen
Arbon-Bleiche 3 ist bekannt für die ausserordentlich breite naturwissenschaftliche Auswertung durch internationale Spezialisten. Dabei wurden die Schichten und deren Umwelt mittels Sedimentologie, Pollenanalyse, Mikromorphologie und Molluskenstudien untersucht. Der Ökonomie der Seeufersiedlung ging man auf den Grund durch die Analyse von Gross- und Kleintierknochen, Makroresten von Pflanzen, pflanzlichen Resten in Koprolithen, Speisekrusten aus Keramikgefässen und Insekten. Des Weiteren untersuchte man Parasiten und aDNA aus den Koprolithen und die Zusammensetzung der gefundenen Keramik. Später wurden auch Isotopenanalysen auf Rinderknochen sowie Schaf/Ziegenknochen angewandt.
Zu Beginn entnahm man systematisch Sedimentproben, die man in Säcke abfüllte und bis zur Bearbeitung in Kühlräumen bei Temperaturen von ca. 4 °C lagerte. Das Probenvolumen betrug meistens ca. 5 Liter oder mehr. Wenn eine Ansammlung von interessanten Resten erkannt wurde, entnahm man davon eine Probe, auch wenn es laut Systematik nicht geplant war. Gegen Ende der Grabung wurde aufgrund von Zeitdruck der nördliche Bereich der Grabung kaum mehr beprobt.

### Paläoumwelt
Vor der Errichtung der Seeufersiedlung dominierte ein Eichenmischwald, wie er typisch ist für das Jüngere Atlantikum. Als das Seeufer besiedelt war, herrschten etwas weniger Ulmen vor, was das Subboreal kennzeichnet. Getreideanbau in der Region ist pollenanalytisch sowohl vor als auch nach der Siedlung belegt. Das Wasser des Bodensees war noch relativ oligotroph, es konnten keine Hinweise auf Röhrichtgürtel gefunden werden. Die ersten Eutrophierungserscheinungen finden sich direkt über der Kulturschicht.
Die pflanzlichen Makroreste direkt unter der Kulturschicht weisen schon Kulturzeiger auf, die vermutlich aus Seeufersiedlungen aus der Umgebung (z. B. pfynzeitliche Siedlung Bleiche 1) oder noch nicht ergrabenen, älteren Gebäuden der Siedlung stammen. In gewissen Proben gibt es zahlreiche Hinweise auf Wasserpflanzen während der Besiedlung, aufgrund von Armleuchteralgen oder Wassermollusken. Die längste Zeit lag der untersuchte Ausschnitt der Bucht wohl im Flachwasserbereich (Funde von Chara hispida, Chara contraria, Chara aspera), wenn auch einzelne Proben Reste von Nitella syncarpa aufweisen, die eher tieferes Wasser benötigt. Das Areal kann aber auch nicht andauernd überschwemmt gewesen sein. Die mikromorphologischen Analysen deuten auf ein immerfeuchtes Milieu hin, das aber selten hoch überschwemmt war.
Die verschiedenen Autoren sind sich nicht einig, wie lang die Ablagerung der Kulturschicht dauerte. Jean Nicolas Haas hat ein Profil untersucht, in dem die Taxa der Reihenfolge eines Jahreszyklus folgen, über ein halbes Jahr hinweg. Christoph Brombacher und Philipp Hagendorn hingegen plädieren für eine Ablagerungszeit von einigen bis maximal 15 Jahren. Ihrer Meinung nach ist die Verteilung der verschiedenen Pollentaxa zu mosaikartig, als dass man die Genese der Kulturschicht über breitere Strecken rekonstruieren könnte.

### Wirtschaft
Die Leute von Arbon-Bleiche 3 bauten sicher verschiedene Getreidesorten an, wie Emmer, Nacktweizen, Einkorn und Spelzgerste. Samen von Lein, der entweder für die Ölgewinnung oder die Textilherstellung genutzt werden konnte, gab es in allen Sedimentproben. Auch Brassica rapa hätte der Ölgewinnung gedient haben können. Zudem fanden sich in sämtlichen Proben die Samen von Schlafmohn. Die Bearbeiterinnen gehen davon aus, dass dieser angebaut wurde. So wurden in der Siedlung auch Geräte zur Verarbeitung gefunden wie Hacken, Erntemesser, ein vermutliches Joch, Mahlplatten und Läufer. Andere nachgewiesene Nahrungspflanzen sind Brombeeren, Himbeeren, Wildäpfel, Schlehe, Judenkirsche und Haselnüsse. Das Pflanzenspektrum entspricht den typischen Kulturpflanzen einer neolithischen Seeufersiedlung. Alle nachgewiesenen Getreide hätten als Sommer- oder Wintergetreide angebaut werden können. Sie wurden wohl mit Silexklingen geerntet: Einige Silexklingen im Inventar weisen Sichelglanz auf. Die Bearbeiterinnen haben den Kalorienanteil der verschiedenen Spezies in der Siedlung rekonstruiert: Laut ihren Berechnungen lieferten Getreide und Haselnüsse den grössten Anteil.
Textilien wurden in Form von Lindenbastfragmenten sowie Leinenstücken gefunden.
Ca. 64 % der handaufgelesenen Tierknochenfragmente stammten von domestizierten Tieren, allerdings nur 49,5 % des Knochengewichts. Bei den Haustieren dominierten Hausrind und Hausschwein. Somit hatten Haus- und Wildtiere (vor allem der Rothirsch) eine ähnlich grosse Bedeutung für den Fleischbezug. Mistanalysen ergaben, dass die Tiere im Winter mit Misteln und Efeu gefüttert wurden und zu dieser Zeit wohl in der Siedlung gehalten wurden.

### Gesundheit
Der hohe Anteil von Mädesüsspollen spricht dafür, dass Mädesüss absichtlich ins Dorf eingebracht wurde und nicht natürlich dort wuchs. Der direkte Nachweis von Konsum kann nicht erbracht werden; es sei aber darauf hingewiesen, dass Mädesüss eine der ersten Quellen von synthetisch isoliertem Salicylsäuremethylester ist, der heutzutage in Aspirin zur Anwendung kommt.

### Mobilität
Die Isotopenanalyse von Rinderknochen zeigte, dass verschiedene Weidestrategien angewandt wurden. Ein Teil der Tiere blieb immer im Umfeld der Siedlung, ein Teil verbrachte jeweils einige Monate im Jahr weg von der Siedlung, und ein Teil lebte nie in der Umgebung der Siedlung.
Auch botanische Reste wiesen auf die Mobilität der Leute von Arbon-Bleiche 3 hin: So fand man diverse Pflanzen, die heutzutage nur im mediterranen Raum oder zumindest ca. 80 km weit weg am Walensee oder Oberhalbstein zu finden sind. Dazu gehören die Felsenkirsche, Silene cretica oder auch Alpenehrenpreis.

### Soziale Organisation
Die Ergebnisse der jahrelangen Auswertung durch internationale Spezialisten werfen ein neues Licht auf das Alltagsleben in einer jungsteinzeitlichen Seeufersiedlung. So wies die Verteilung der Tierknochen statt der erwarteten Einheitlichkeit auffällige Unterschiede auf: In der landseitigen Siedlungshälfte wurden viele Knochen von Rindern, in der seeseitigen Hälfte viele Knochen von Schweinen entdeckt. Ausserdem zeigten sich zwischen den beiden Siedlungshälften Unterschiede beim Fischfang (mit Booten auf dem See oder in Ufernähe) und beim Anteil von Jagdbeute. Diese Ergebnisse widersprechen der früheren Vorstellung, dass alle Bewohner von Seeufersiedlungen dasselbe assen, dieselben Tiere hielten und im selben Umfang jagten. Schliesslich lassen sich vor allem bei der Textilverarbeitung schon Ansätze zu Arbeitsteilung erkennen.